# Vadencourt (Somme)
Vadencourt település Franciaországban, Somme megyében. Lakosainak száma 102 fő (2022. január 1.). Vadencourt Baizieux, Contay, Harponville, Toutencourt és Warloy-Baillon községekkel határos.

## Népesség
A település népessége az elmúlt években az alábbi módon változott:
| Lakosok száma | 95   | 94   | 97   | 100  | 103  | 104  | 106  | 107  | 102  |
|               | 2013 | 2015 | 2016 | 2017 | 2018 | 2019 | 2020 | 2021 | 2022 |